# Skagerak II
Skagerak II var ett svenskt forskningsfartyg, som ägdes av Svenska Hydrografisk-Biologiska Kommissionen. Det ritades av fartygskonstruktören ingenjör Otto von Sydow (1878–1960) och byggdes på Götaverken i Göteborg. Fartyget togs i tjänst i juli 1935 och ersatte då Skagerak I. I april–maj 1946 gjordes en testexpedition till Medelhavet för att prova ny sedimentprovtagningsutrustning inför albatrossexpeditionen. Hösten 1948 gjordes omfattande renoveringar, bland annat en större navigationshytt och en kommandobrygga byggd helt i lättmetall. Detta gav henne en helt ny exteriör. Arbetet skedde på Falkenbergs varv. År 1958 installerades en ny dieselmotor av märket B&W Alpha. På försommaren 1974 levererades U/F Argos, varvid Skagerak II blev överflödig och såldes januari 1975 som skrot. Hon såldes dock i stället vidare till brittiska Marine Exploration Ltd. i Cowes på Isle of Wight. Hon skulle arbeta som väderfartyg i Atlanten utanför Irland. År 1981 såldes hon vidare till Grekland för att byggas om till passagerarfartyg, men ombyggnaden genomfördes aldrig och hon slutade sina dagar på ett upphuggningsvarv i Eleusis 1983.
| ”                 | Redan exteriören vittnar om kraft och trygghet. Med sin satta, avrundade men ingalunda oeleganta linjer erinrar nya Skagerak starkt om en fiskmås, medan dess namne och föregångare snarare bar fisktärnans prägel | „ |
| – Hans Pettersson | |   |